# ديانا ميندوزا
ديانا ميندوزا (بالإسبانية: Dayana Mendoza)(مواليد 1 يونيو 1986 في كاراكاس, فنزويلا) هي حاملة لقب ملكة جمال فنزويلا 2007 وملكة جمال الكون 2008.

## روابط خارجية
- ديانا ميندوزا على موقع IMDb (الإنجليزية)
- ديانا ميندوزا على موقع دليل عارضات الأزياء (الإنجليزية)